# Acacia callicoma
Acacia callicoma é uma espécie de leguminosa do gênero Acacia, pertencente à família Fabaceae.